# Гогелия, Мария Алексеевна
 Гогелия Мария Алексеевна (1916 год — ?) — рабочая семеноводческого совхоза «Лабинский» Министерства совхозов СССР Лабинского района Краснодарского края, Герой Социалистического Труда (1950).

## Биография
Мария Алексеевна Гогелия родилась в 1916 году в станице Чамлыкская Лабинского отдела Кубанской области (ныне Краснодарский край.
После окончания начальной школы работала в полеводческой бригаде совхоза «Лабинский» Лабинского района Краснодарского края. В 1949 году она получила урожай пшеницы свыше 36 центнеров с одного гектара.
За большие успехи, достигнутые в получении высоких урожаев пшеницы, Указом Президиума Верховного Совета СССР от 17 августа 1950 года Гогелии Марии Алексеевне было присвоено звание Героя Социалистического Труда с вручением Ордена Ленина и золотой медали «Серп и молот».
До выхода на пенсию продолжала работать в совхозе. Проживала в станице Чамлыкской.

## Награды
- Звание Герой Социалистического Труда (17 августа 1950);
- Медаль «Серп и Молот» (17 августа 1950) — № 5525);
- Орден Ленина (17 августа 1950) — № 127613);
- Орден Трудового Красного Знамени (6 апреля 1948)
- медали.